# 南部戦略

国勢調査局の定義による「アメリカ南部」

南部戦略（Southern Strategy）は、1968年大統領選挙において、アフリカ系アメリカ人に対する人種差別を利用して南部白人の支持を獲得しようとした共和党の選挙戦略である。 1950年代と1960年代の公民権運動とこれに伴うジム・クロウ法の廃止に伴う差別是正措置の副産物として、米国南部の大部分で既存の人種間の緊張が顕著に深まった。この状況を背景に、リチャード・ニクソン共和党大統領候補やバリー・ゴールドウォーター上院議員などの共和党の政治家は、伝統的に民主党を支持してきた保守的な南部白人を取り込む戦略を開発し政界再編を成功した。この結果、共和党は政治的スタンスを大きく右に旋回させ、現代アメリカ政治の地域的基盤を固定化させるとともに、二大政党の政治的スタンスも分極して固定化（共和党:保守、民主党:リベラルという大まかな図式）することとなった。
「南部戦略」という言葉は、主に南部の政治的再編の「トップダウン」のナラティブを指し、共和党の指導者が南部白人の人種的不満に意識的に訴えて指示を得ようとしたことを示唆している。南部戦略のこのトップダウンのアプローチは、一般に、公民権時代に続いて南部の政治を変革した主要な力であると考えられている。学者間では、共和党と民主党の公民権法後の再編において人種的保守主義が重要であったというコンセンサスがあるが、この見解については、一部の歴史家や政治学者によって議論が続いている。
ゴールドウォーターの運動以来、共和党が「南部の白人至上主義の手段」として機能したとの認識が広まり、そのためかつて「リンカーンの党」として伝統的に黒人有権者に支持されていた共和党が黒人票を民主党から取り戻すことが困難になった。 2005年、共和党全国委員会のケン・メルマン委員長は、選挙に勝つために人種の二極化を利用し、黒人票を無視したことについて、全米黒人地位向上協会（NAACP）に正式に謝罪した。

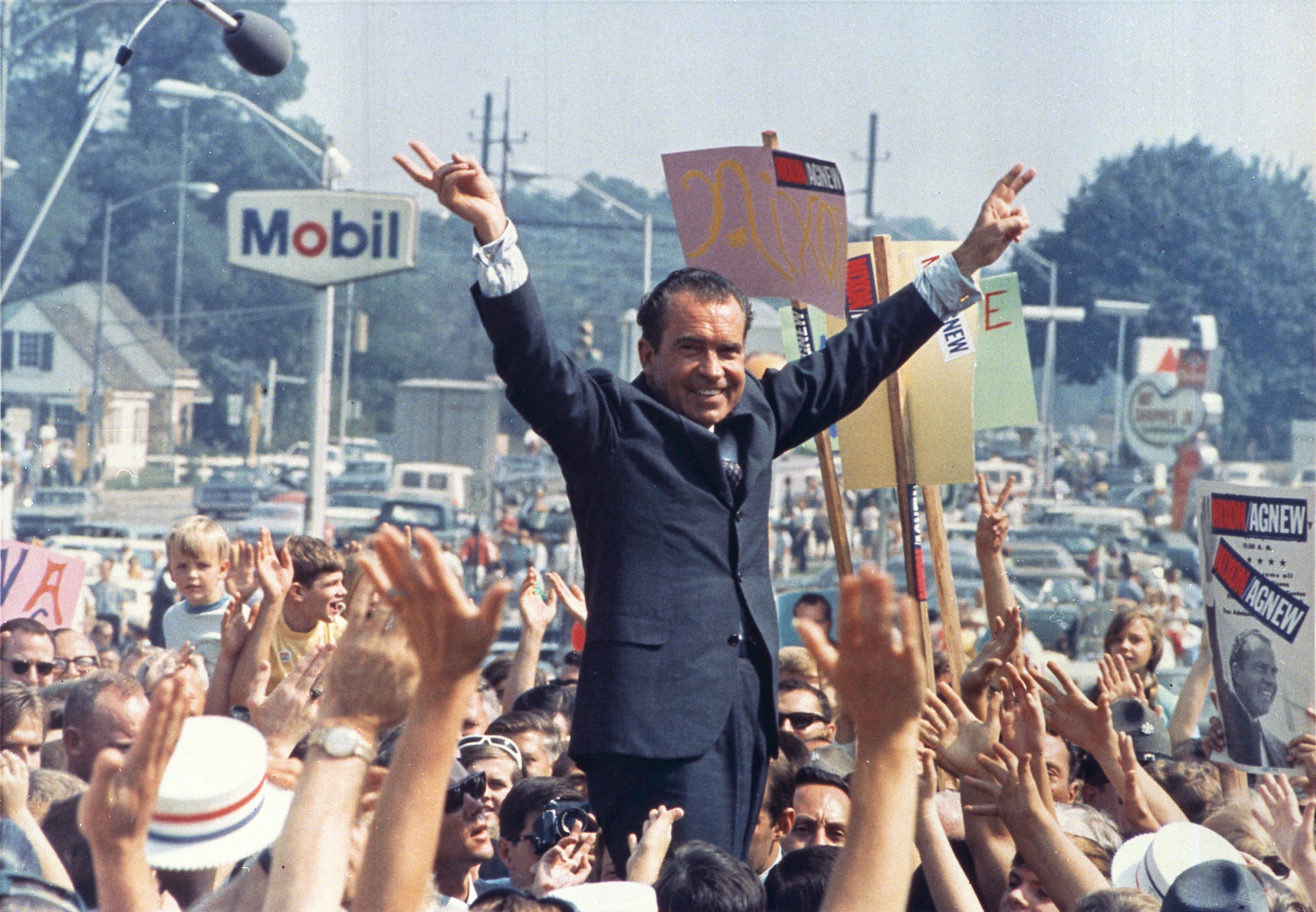
1968年大統領選挙運動におけるリチャード・ニクソン

「南部戦略」というフレーズは、ニクソンの政治戦略家ケビン・フィリップスが生み出したと思われがちだが、彼は生みの親ではなく 普及させた育ての親である。1970年のニューヨーク・タイムズの記事に含まれているインタビューで、フィリップスは民族投票の研究に基づいて次のように分析している。
今後、共和党が黒人票の10~20%以上を獲得することはなく、それ以上は必要ない...しかし、投票権法の施行を弱めると共和党は近視眼的になってしまう。南部で民主党に登録する黒人が多ければ多いほど、ネグロフォビア（黒人嫌悪）な白人はすぐに民主党を離れて共和党支持に移るだろう。そこに票が集まるのだ。黒人からそのような提案がなければ、白人は地元の民主党との昔の快適な取り決めに戻るだろう。
フィリップスは、白人の南部を勝ち取るだけでなく、人種を政治的に二極化することによって共和党の力を高めようとした。南部は彼のアプローチにより最大の票田となり、その成功はまず大統領選挙で現れた。次第に、南部の有権者は共和党員を議会に選出し始め、伝統的な南部民主党員が引退するか、共和党に鞍替えすることで最終的には州全体およびカウンティレベルの役職まで浸透した。さらに、共和党は南部全域で草の根の政治組織を開発するために長年努力し、地元の教育委員会や市と郡の役職の候補者などを支援した。しかし、ウォーターゲート事件後、南部の有権者はジョージア州出身の民主党候補ジミー・カーターを選出する決断をした。この後、1992年に同じく南部アーカンソー州出身のビル・クリントンが勝利したが、そのほかの選挙では基本的に共和党候補の票田となった。
1948年から1984年にかけて南部は民主党の牙城であったが、1960年、1968年、1976年の選挙でスイング・ステートになった。この時代に、いくつかの共和党候補者は州の権限への支持を表明した。これは、南北戦争前の共和党の立場の逆転を意味し、一部の政治アナリストは、この用語は20世紀に、黒人に対する公民権の連邦執行および彼らに代わっての連邦介入に対する反対を表す「コードワード」として使用されたと述べている。多くの南部人は投票権法の可決に反対していた。

## 歴史的背景

### 20世紀における「ソリッドサウス」再建
復興期（1863〜1877年）、共和党は南部に拠点を築き、しばらくの間バージニア州を除く各州を支配していたが、国の観点からは、共和党は常により確立された北部を優先した。北部の党はスキャラワグを信用せず、貪欲なカーペットバッガーが不快であり、南部の共和党の黒い要素に対する敬意を欠いていることを発見した。リチャード・アボットは、国民共和党は常に「党を南部に拡大するのではなく、北部の基地を建設することを強調し、北部と南部のニーズが対立するたびに、後者は常に失われた」と述べている。 1868年、共和党は南部で戦場の5％しか費やさなかった。ユリシーズ・グラントが再選され、ニューヨーク・トリビューンは、南部共和党員が「根を下ろす、独り占めする、または死ぬ」時が来たと忠告した。

1920年の大統領選挙の地図は、民主党のジェイムズ・コックスが南部州を、共和党のウォレン・ハーディングが北部州を獲得し、党派で完全に分断されていたことを示している。復興期から公民権時代まで、南部の州は一貫して民主党の大統領候補を支持していた。

1877年の妥協などの一連の妥協案で、共和党は最後の3つの州知事を支持していた米陸軍を撤退させ、その見返りにラザフォード・ヘイズの大統領選挙勝利をもたらした。当時、南部のすべての州は民主党の支配下にあり、民主党は10年ごとに元南軍の政治の事実上すべての側面の管理を強化した。遠隔の山岳地帯には共和党の支配空隙が散在した。
1890年以降、白人の民主党員は、アフリカ系アメリカ人と貧しい白人による投票を減らすためにさまざまな戦術を使用した。 1880年代に、彼らは有権者登録の際にリテラシーテストや人頭税を課したり、投票時に人頭税の領収書の提示を要求する など選挙プロセスをより複雑にした。これは、両方の人種の貧しい人々にとって障壁となった。

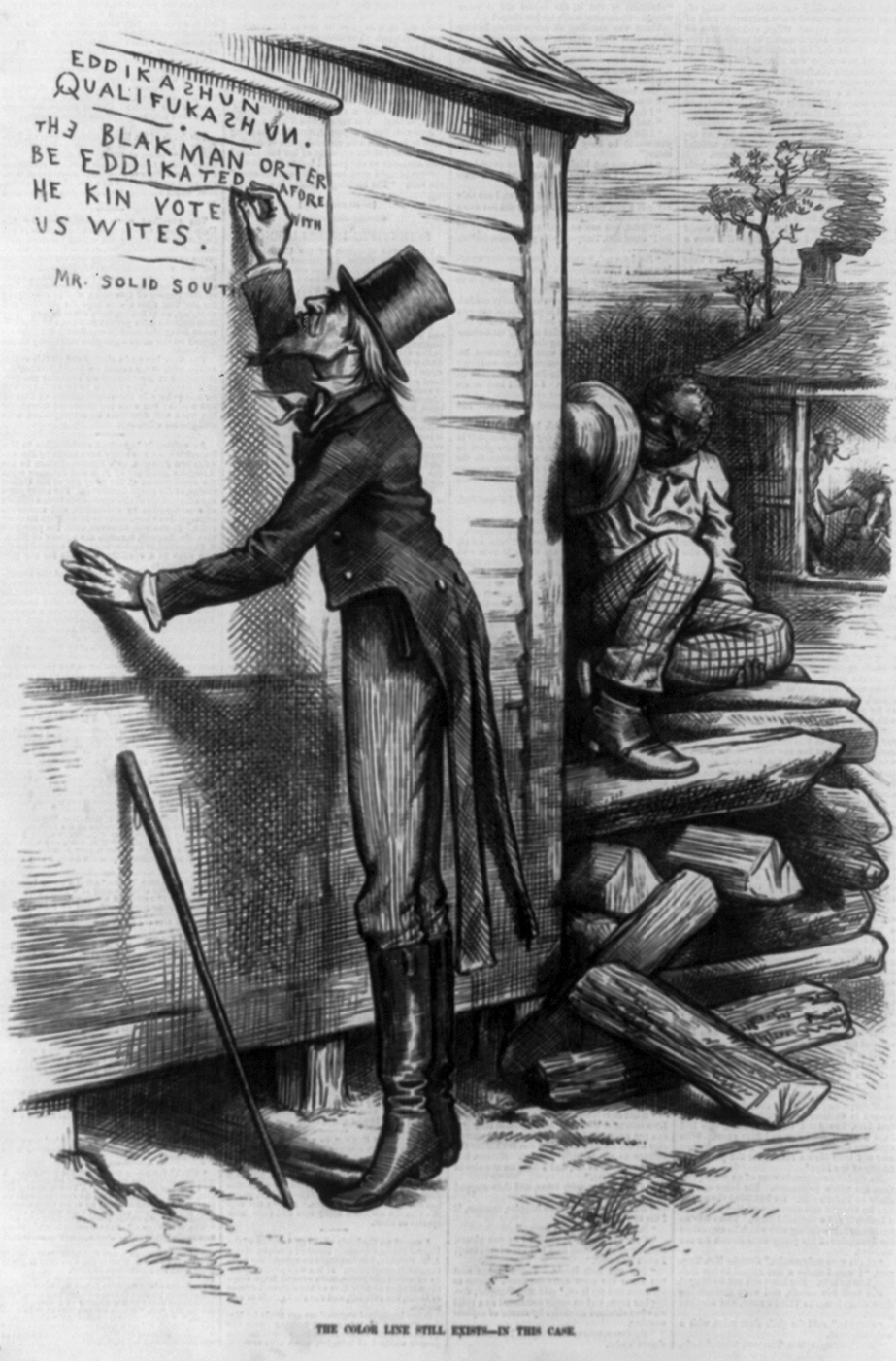
リテラシーテストを批判するハーパーズウィークリーの1879年1月18日号、トーマス・ナストによる風刺画。

1890年から1908年にかけて、南部のすべての州の白人民主党議会は、ほとんどの黒人 と数万人の貧しい白人の権利を剥奪する規定を含む新しい憲法または改正を制定した。規定は、人頭税の支払い、複雑な居住、識字能力テスト、および黒人に対して主観的に適用されたその他の要件を要求した。黒人が実質的な投票権を失ったことは、共和党の南部における競争能力を失ったことを意味した。これらの措置により、投票率が劇的に低下し、南部のすべての州で数十年にわたって実施されたアフリカ系アメリカ人の参加が減少した。
黒人は共和党、特に全国大会での大統領候補の選出において発言権を持っていた。 Boris HeersinkとJeffery A. Jenkinsは、1880年から1928年にかけて、大統領レベルの共和党指導者が、大会で信頼できる投票基盤を構築する方法として「南部の小政党組織の維持に多額の投資を行う」ことで「南部戦略」を採用したと主張している。結果として、ホワイトハウスに共和党員がいる限り、連邦の支援は南部の黒人に向かった。この問題は1912年に爆発し、ウィリアム・タフト大統領が共和党全国大会でセオドア・ルーズベルト前大統領を打ち負かすために南部の代表団の支配権を行使した。
黒人は選出された役職から閉鎖されたため、南部の議会代表団と州政府は、1980年代以降まで白人の民主党員によって支配された。事実上、南部の白人民主党員は、議会の配分が計算された拡大した人口のすべての投票を支配した。彼らの代表の多くは議会で年功序列の強力な地位を獲得し、重要な議会委員会の議長を彼らに管理させた。憲法修正第14条には、成人男性市民への投票を拒否した州の議会代表を減らす規定があるが、この規定は施行されなかった。アフリカ系アメリカ人は有権者になることができなかったため、陪審員や地方事務所での奉仕も妨げられた。隔離された南部の彼らのためのサービスと制度は、州政府と地方政府が慢性的に資金不足であったこともあり、そこから除外された。
この期間中、共和党は南部でわずかな議席しか持っていなかった。1880年から1904年の間に、南部の共和党大統領候補は、一般投票の35〜40％を獲得した（人民党票16％が共和党票を25％まで押し下げた1892年を除く）。1904年から1948年まで、共和党は、公民権剥奪後の1920年（35.2％）と1928年（47.7％）でのみ一般投票の30％以上を獲得した。
この期間中、共和党政権は黒人を政治的地位に任命した。共和党は定期的に反リンチ法案を支持していたが、上院ではたびたび南部の民主党員によるフィリバスターに遭い、ことごとく法案を潰された。1928年の選挙では、共和党の候補者であるハーバート・フーヴァーが禁酒法と反カトリック主義 の問題に乗じて、旧南連邦軍の5州の選挙区126票のうち62票を獲得して勝利した。勝利後、フーヴァーは、限られた後援者を黒人から北部の共和党の中核を構成していたプロテスタントの白人実業家に移すことで、南部の共和党を再建しようとした。南部に深刻な影響を与えた世界恐慌の勃発により、フーヴァーはすぐに非常に不人気となった。南部の共和党の利益は失われ、1932年の選挙では、フーヴァーは南部票の18.1％しか得られなかった。

### 第二次世界大戦と人口の変化
1948年の選挙では、トルーマン大統領が大統領令9981号に署名して軍隊を人種差別化した後、州権民主党として知られる保守的な南部民主党員のグループが、党の公約に公民権計画が含まれたことに反応して民主党から分裂した。これは、公民権活動家であるミネアポリス市長（そして間もなく上院議員になる）のヒューバート・H・ハンフリーが率いるフロアファイトに続いた。不満をもった民主党保守派は州権民主党のサウスカロライナ州選出上院議員ストロム・サーモンドを大統領候補に推挙した。サーモンドは総選挙で4つの深南部（サウスカロライナ、アラバマ、ミシシッピ、ルイジアナ）を獲得した。州権民主党の主要な計画は、南部での人種差別とジム・クロウ法の維持であった。1948年に民主党の大統領候補を指名できなかった州権民主党はすぐに解散したが、分裂は長引いた。1964年の秋、サーモンドは、民主党のリンドン・ジョンソン大統領が公民権法に署名してからわずか数か月後に、共和党に鞍替えした最初の保守的な南部民主党員の1人であった。
民主党の分裂に加えて、第二次世界大戦に関連した人口移動は南部の人口統計を変えるのに重要な影響を及ぼした。1940年から1970年まで続く経済成長の間の防衛産業とその後の経済的機会を契機に、500万人以上のアフリカ系アメリカ人が、第二次大移住の際に南部の農村部から中部および主要な北部の工業都市、そして主に西部の沿岸の軍需工場に移動した。
強力な委員会の管理下で、南部の民主党員は、戦争中および戦後、南部での新しい連邦軍事施設およびその他の連邦投資を獲得した。産業の変化と大学と軍事施設の成長は、今度は南部への北部の人的・物的移動を引き付け、共和党の基盤を強化した。戦後の大統領選挙では、共和党は北部の移動が最も多かった南部の最も急成長している州で善戦した。1952年、1956年、1960年の選挙では、バージニア、テネシー、フロリダが、ルイジアナは1956年に共和党州になり、テキサスはアイゼンハワーに2回、ジョン・F・ケネディに1回投票した。 1956年、アイゼンハワーは南部票の48.9％を獲得し、ユリシーズ・グラントに次ぐ史上2番目に南部で得票した共和党候補となった 。
深南部の白人の保守的な有権者は、人種差別を公式に否定しなかった民主党に忠実なままであった。ミシシッピ州、アラバマ州、アーカンソー州、ノースカロライナ州は、人口の減少または他の州と比較した成長率の低下により、1950年代から1970年代にかけて議会の議席を失ったが、サウスカロライナ州、ルイジアナ州、ジョージア州では議席を堅持した。アイゼンハワーは1952年に大統領に選出され、南部の新興中産階級の郊外の要素から強力な支援を受けた。彼は南部の連邦裁判官として多くの南部共和党支持者を任命した。彼らは次に、1950年代と1960年代に南部の学校の人種差別撤廃を命じた。彼らには、第5巡回区控訴裁判所の裁判官ジョン・R・ブラウン、エルバート・P・タトル、ジョン・マイナー・ウィズダム、および地区裁判官フランク・ジョンソンとJ・スケリーライトが含まれた 。しかし、彼の24人の任命者のうち5人は人種差別を支持した。

## ルーツ（1963–1972）
1963年の「バーミンガムの年」は、アラバマの人種問題を浮き彫りにした。春を通して、法的な人種差別を終わらせるための行進とデモが起きた。地元の産業界との和解におけるムーブメントの業績は、クー・クラックス・クラン（KKK）による爆撃と殺人によって影を落とした。最も有名なのは、 16番通りバプティスト教会の爆撃で4人の少女が死亡した事件が挙げられる。
民主党のジョージ・ウォレスがアラバマ州知事に選出された後、彼は演説と連邦介入を誘発する危機の両方において、州の権限と人種差別の関係を強調した。彼はアラバマ大学の人種統合に反対したほか、1963年にKKKと協力して、バーミンガムの公立学校の裁判所命令による統合を妨害した。

1964年の大統領候補バリー・ゴールドウォーターは、赤で描かれた彼の故郷アリゾナ州とディープサウスの5州を獲得した。南部の州は、それまで伝統的に民主党だったが、主にその年の初めに議会で可決された公民権法に反対する声明として共和党に投票した。ジョンソンは一般投票の61.1％と486人の選挙人を獲得し、圧勝した。

州権民主党員の多くはゴールドウォーターの選挙戦略に強く惹かれた。ゴールドウォーターは、アイゼンハワー大統領などの以前の共和党候補者よりも著しく保守的だった。予備選挙でのゴールドウォーターの主要な対立候補であるニューヨークのネルソン・ロックフェラー知事は、党の北翼である、より穏健で親市民権法を代表していると広く見なされていた（ロックフェラー・リパブリカンを参照）。
1964年の大統領選挙で、ゴールドウォーターは、連邦政府による強力な行動に広く反対する保守的なキャンペーンを実施した。彼は以前のすべての連邦公民権法を支持していたが、1964年公民権法には反対し、キャンペーンでも反対論を展開した。彼は、この行為は連邦政府の国家問題への侵入であると信じ、この法律は、たとえ人種差別に基づいているとしても、個人が選択した人とビジネスを行うかどうかの権利を妨害していると批判した。
ゴールドウォーターの立場は白人の南部民主党員に訴え、ゴールドウォーターはリコンストラクション以来、深南部（ルイジアナ、ジョージア、アラバマ、ミシシッピ、サウスカロライナ）の選挙人票を獲得した最初の共和党大統領候補となった。南部以外では、公民権法に対するゴールドウォーターの反対票は彼の選挙運動に壊滅的な打撃を与えた。彼が南部以外で勝った他の唯一の州は出身地アリゾナのみであり、彼は地滑り的敗北に苦しんだ。北部と西部の州で掲載された「共和党の告白」と呼ばれるリンドン・ジョンソンの広告では、ゴールドウォーターをクー・クラックス・クランと関連付けた。同時に、深南部でのジョンソンのキャンペーンは、1964年以前の公民権法に対するゴールドウォーターの支持を暴露したために、ゴールドウォーターは南部での求心力を失い、本選挙ではジョンソンが圧勝した。
当時、ゴールドウォーターは共和党の著名なメンバーのほとんどと対立しており、共和党はいわゆる東部の確立と中西部の進歩主義者によって支配されていた。南部以外の共和党員と民主党員のより高い割合が、以前のすべての公民権法と同様に、1964年の公民権法を支持した。南部の民主党員は、公民権問題について、政党の所属に関係なく、北部と西部の政治家、およびその大統領（ケネディとジョンソン）にほとんど反対した。同時に、公民権法の成立により、多くの黒人有権者が民主党に加わり、民主党とその候補者は進歩的な方向に動いた。
ジョンソンは、公民権法の支持が南部の党を危険にさらすのではないかと懸念していた。1968年の選挙では、リチャード・ニクソンは、「ソリッドサウス」の亀裂を、歴史的に共和党の手の届かないところにいた有権者のグループを利用する機会と見なした。ジョージ・ウォレスはその選挙で強力な立候補を示し、46の選挙人票と1,000万近くの一般投票を獲得し、ヒューバート・ハンフリーから南部の民主党員を引き付けた。
学生非暴力調整委員会の指導者によって提唱されたブラック・パワーの概念は、公民権と社会正義の獲得における変化の遅いプロセスにおけるアフリカ系アメリカ人の欲求不満のいくつかを捉えた。アフリカ系アメリカ人はより速い変化を求め、人種間の緊張を高めた 。ベトナム戦争に反対するデモについて報道するジャーナリストは、しばしば暴力に従事したり、徴兵カードやアメリカの国旗を燃やしたりする若者を特集した 。保守派はまた、ドラッグカルチャーと「自由恋愛（乱交）」、いわゆるヒッピー・カウンターカルチャーに没頭する多くの若者に失望した。これらの行動は多くのアメリカ人をスキャンダル化し、法と秩序についての懸念を生み出した。

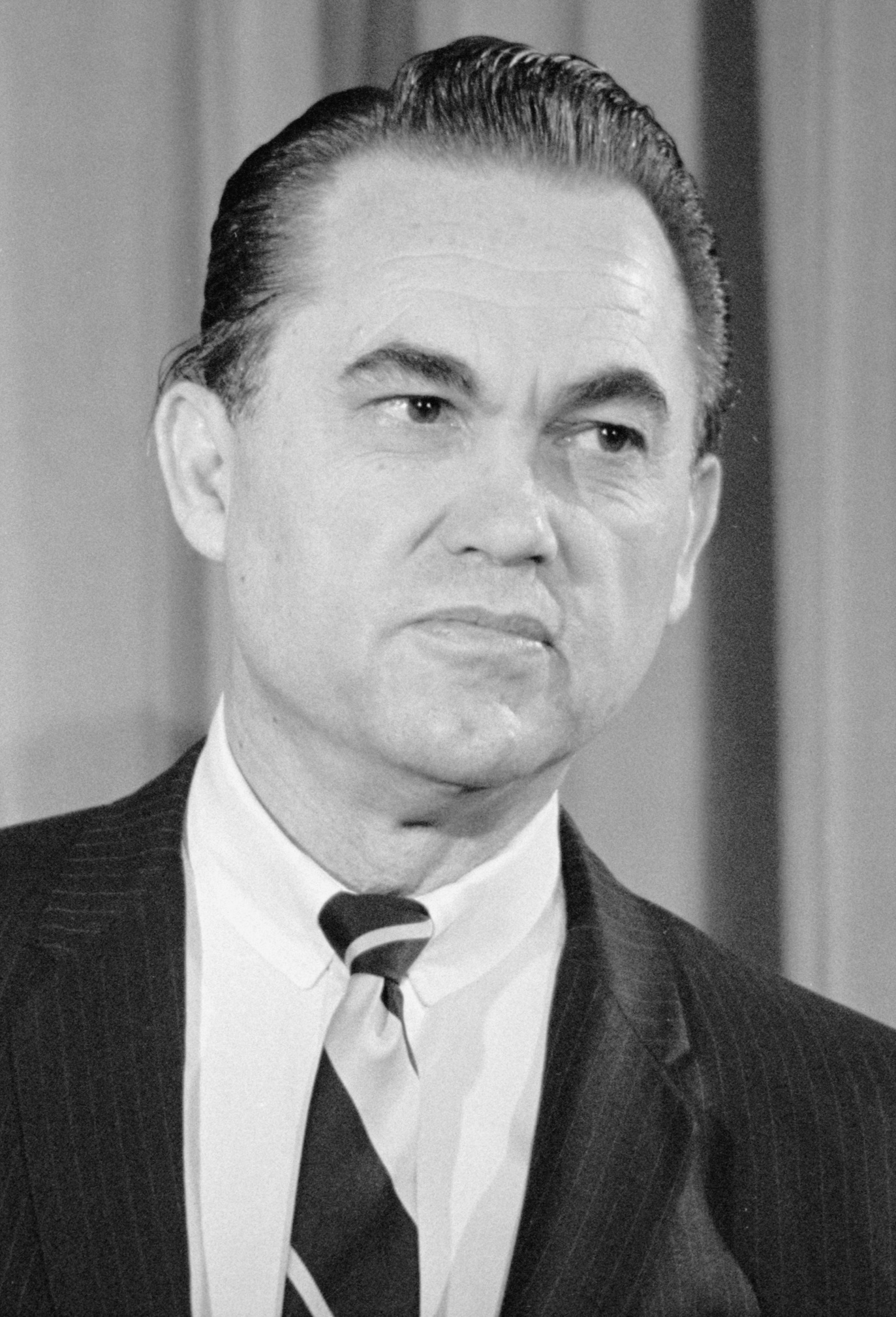
アラバマ州知事ジョージ・ウォレス

ニクソンの顧問は、白人至上主義や人種差別の問題について有権者に直接訴えることはできないことを認識していた。ホワイトハウスの首席補佐官ハリー・ロビンズ・ハルデマンは、ニクソンは「問題全体が本当に黒人であるという事実に直面しなければならず、重要なのは、これを認識し、見えないシステムを考案すること」であると強調した。1964年に共和党に転向したハリー・デントとサウスカロライナ州上院議員ストロム・サーモンドの助けを借りて、ニクソンは州の権限と「法と秩序」に関する1968年のキャンペーンを実施した。自由主義の北部民主党員は、ニクソンが南部の白人に蹂躙したとして、特に彼の「州の権限」と「法と秩序」の立場に関して非難した。この戦術は、2007年にスレートのDavidGreenbergによって「犬の笛の政治」として説明された。The American Conservativeによると、ニクソンの顧問兼スピーチライターのパット・ブキャナンはこの特徴に異議を唱えた。
元アラバマ州知事であるジョージ・ウォレスの独立した立候補は、ニクソンの南部戦略を部分的に否定した。統合と黒人の公民権に対するはるかに明白な攻撃で、ウォレスはアーカンソーとノースカロライナの選挙人団の1つだけでなく、ゴールドウォーターのすべての州（サウスカロライナを除く）を獲得した。ニクソンはバージニア、テネシー、ノースカロライナ、サウスカロライナ、フロリダを獲得し、民主党の候補者であるヒューバート・ハンフリーは南部のテキサスだけを獲得した。スピーチライターとしてニクソンキャンペーンに取り組んだ作家ジェフリー・ハートは、2006年にニクソンには「南部戦略」ではなく「境界州戦略」があると述べ、1968年の選挙キャンペーンは深南部をジョージ・ウォレスに譲ったと述べた。ハートは、「非常に怠惰」なマスコミがこれを「南部戦略」と呼んだことを示唆した。
対照的に、 1972年の選挙では、ニクソンはマサチューセッツを除く連邦のすべての州で勝利し、深南部のほとんど（ミシシッピ、アラバマ、ジョージア、フロリダ、サウスカロライナ）で一般投票の70％以上を獲得した。南部の白人への彼の訴えにもかかわらず、ニクソンは南部の外で穏健派として広く認識され、旧南軍の他の州でも65％以上の票を、全国のアフリカ系アメリカ人の票のうち18%を獲得した。
グレン・ムーアは、1970年にニクソンと共和党が中間選挙のための「南部戦略」を策定したと主張している。戦略には、民主党の候補者を寛容な自由主義者として描くことが含まれた。共和党はそれによって、テネシー州のアルバート・ゴア・シニアとメリーランド州の上院議員のジョセフ・D・タイディングスを解任することに成功した。しかし、地域全体では、最終的な結果として、南部の共和党の議席がわずかに失われた。
1970年の地域の注目は、ニクソンが第5巡回区控訴裁判所の最高裁判所の裁判官であるフロリダ州のG・ハロルド・カーズウェル裁判官を指名したときに上院に集中した。カーズウェルは特筆すべき実績もない北フロリダ出身の弁護士だったが、ニクソンはこの地域を共和党に向けて動かすという彼の「南部戦略」を支持するために南部人と「厳格な構築主義者」を必要とした。カーズウェルは上院のリベラルなブロックによって反対票を投じられ、反発を引き起こして多くの南部の民主党員を共和党員に押し込んだ。長期的な結果は、最高裁判所への指名が南部の政治的態度に大きな影響を与える可能性があるという両当事者による認識にあった。
ジェームズ・スウィーニーは、バージニア州の重要な州でどのように変貌を遂げたかを年ごとに分析し、旧来の州全体のバード・マシーンがゆっくりと崩壊したことで、共和党は郡ごと、都市ごとに地方組織を構築する機会を得たことを示している。民主党は派閥化し、各派閥は州全体のバード・マシーンを乗っ取ることを目標としていたが、バードの指導部は基本的に保守的で、経済や外交政策の問題ではむしろ共和党主流派と軌を一にしていた。共和党は1969年にA・リンウッド・ホルトン・ジュニアの下で団結し、州を席巻した。1970年の上院選挙では、共和党のレイ・L・ガーランドと民主党のジョージ・ローリングスを抑えて無党派のハリー・フラッド・バード・バード・ジュニアが選出され、バード・マシーンはカムバックを果たした。新しいバード上院議員は共和党には入党せず、代わりに民主党に入党した。とはいえ、バード上院議員の目玉政策である国の財政赤字問題については、ほとんど保守的な投票記録を残した。地方レベルでは、1970年代に共和党は着実に成長し、農村部の農耕民族主義や人種隔離といった歴史的な問題にほとんど関心のない中産階級の郊外の有権者に重点を置いていた。

## 進化（1970年代と1980年代）

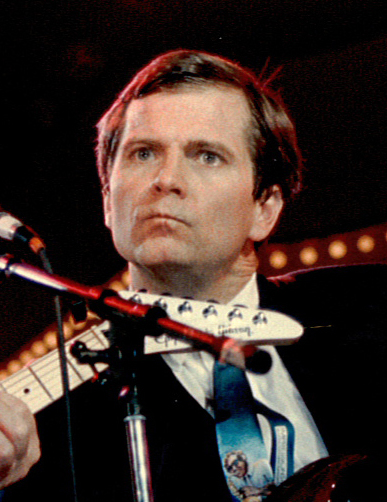
リー・アトウォーター

公民権が全国的に受け入れられるようになるにつれ、公民権法に反対すると信じられていたであろう「州の権限」への訴えに基づく総選挙戦略に基づくことは、国民の反発をもたらした。「州の権限」の概念は、単に公民権法への言及よりも広い意味に含まれると考える人もいた。州の権限は、人種関係の地方支配を取り戻す一種の新連邦主義を包含するものと見なされるようになった。共和党の戦略家リー・アトウォーターは、後にアレクサンダー・P・ラミスによって1990年代に『南部政治』で発表された1981年のインタビューで南部戦略について議論した 。

### レーガンのネショバ郡フェアでの「州の権限」スピーチ
1980年、共和党候補のロナルド・レーガンは、ミシシッピ州フィラデルフィアで開催されたネショバ・カウンティ・フェアで注目を集めた。レーガンの演説には「I believe in states' rights」というフレーズが含まれており、共和党が再び南部戦略を構築している証拠として引用された。アフリカ系アメリカ人のアンドリュー・ヤング元国連大使は、レーガンが州の権利を支持することで、「レーガンが大統領になれば、黒んぼを殺しても大丈夫だというサインを出している」と非難した。この発言はカーターのホワイトハウスによって批判された。レーガンのキャンペーンでは、人種的にコード化されたレトリックを使用し、「福祉国家」への攻撃を行い、アファーマティブ・アクションへの憤りを利用した。ダン・カーターは、「レーガンは、必要に応じて福祉の女王、ブッシング、アファーマティブ・アクションを非難し、最高の暗号化された言葉を使うことができることを示した」と説明している。1976年と1980年のキャンペーン中、レーガンは生活保護受給者のステレオタイプを採用し、大きな家とキャデラックを所有し、複数の名前を使って15万ドル以上の非課税所得を集めている「福祉の女王」の事例をしばしば引用した。アイストラップは、レーガンの選挙運動の発言を「一見人種的に中立的」と表現したが、白人がこれを人種的に解釈していることを説明し、Communications Research Groupが民主党全国委員会が資金提供した研究を引用している。レーガンは生活保護受給者の人種にはあからさまに言及しなかったが、白人の心の中にある非明示的な印象は黒人であり、レーガンのレトリックは黒人に対する南部の白人の認識と共鳴していた。
アイストラップは、レーガンが南部でコード化された言語をフィールドテストした一例として、フードスタンプを使用している不謹慎な男のことを、「若くて太っ腹な男（strapping young buck）」と表現していると主張した。レーガンは、この言葉の攻撃的な意味合いを知らされたとき、彼のイリノイ州の故郷では一般的に使われていた非人種的な言葉として自分の行動を擁護したが、最終的に、レーガンはその言い回しを二度と使うことはなかった。イアン・ヘイニー・ロペスによると、young buckという言葉から、あからさまな人種差別が少ないyoung fellowという言葉を使うようになったとされる。

### ウィリーホートンの攻撃広告
1988年の大統領選挙では、共和党が伝統的な価値観を持つ保守的な白人を最もよく表すという考えを強化するキャンペーンで、南部戦略に基づいて構築された民主党候補のマイケル・デュカキスに対してウィリー・ホートンの攻撃広告が掲載された。リー・アトウォーターとロジャー・エールスは、ジョージ・H・W・ブッシュの政治戦略家としてキャンペーンに取り組んだ。ホートン戦略に対するニュージャージーのフォーカスグループの好意的な反応を見て、アトウォーターは暗黙の人種的アピールが南部の州の外で機能する可能性があることを認識した。その後の広告はホートンの顔写真を特集し、黒人犯罪者を恐れるさまを演じた。アトウォーターは戦略について次のように述べている。「私たちが終了するまでに、彼らはウィリー・ホートンがデュカキスのランニングメイトであるかどうか疑問に思うでしょう」。アル・ゴアは、デュカキスに対してウィリー・ホートンの刑務所のレイオフを最初に適用した人物であり、ブッシュの選挙運動のように、人種については言及しなかった。ブッシュのキャンペーンは、彼らが最初にゴアのキャンペーンの主題の使用を通してホートン問題に気づいたと主張した。ブッシュは当初、ホートンキャンペーン戦略の使用をためらっていたが、キャンペーンはそれを民主党のライバルであるジェシー・ジャクソンと戦っていたデュカキスを傷つけるためのくさびの問題と見なした。
大統領選挙に加えて、南部の下院と上院のためのその後の共和党の選挙運動は南部戦略を採用した。 1990年の再選キャンペーン中に、ジェシー・ヘルムズは、「人種的割当」に対する反対派の支持を攻撃した。
ニューヨークタイムズのコラムニスト、ボブ・ハーバートは、2005年に次のように書いている。「選挙に負けることにうんざりして、民主党が公民権と黒人の選挙権を支持したことを決して許すことのできない白人の有権者に腕を広げて、自らを更新する機会を見た。」  アイストラップは、南部戦略の移行について、「州の権限、人種的に保守的なメッセージから、裁判所に対して、反対を含む人種的に保守的な市民権法の解釈を促進するメッセージへと進化し、レーガンの優勢により、南部戦略は人種、税金、反共主義、そして宗教を融合させた国家戦略となった」と述べた。
一部のアナリストは、1990年代を南部戦略の弱まった時期と見なした。これは、民主党のビル・クリントンとアル・ゴア副大統領が南部出身であり、両院の議会指導者もそうであったことによる。ニクソン大統領の任期の終わりに、第93回議会で元南軍の州を代表する上院議員は主に民主党員であった。 20年後の第103議会（クリントン政権）でもこれは依然として当てはまった。

### 教会の役割
早くも1980年8月、クリスウェルと他の南部バプテスト連盟の指導者たちは、ダラスでの集会のために共和党大統領候補のロナルド・レーガンを推挙した。会員によって、特定の政党のために、特に福音派のための共和党と黒人教会のための民主党という対立は、教会によって容易に入手可能な形で投票ガイドを作成したことで顕在化した。結果として、 教会は南部戦略、特に南部バプテストを支援する上で重要な役割を果たした。フォーブス誌によると、「アフリカ系アメリカ人のバプテスト派は、ジム・クロウ法に抵抗するために独自の並行機関を持っており、これは今日も続いている構造である」。

## 戦略の転換（1990年代と2000年代）
1990年代半ば、共和党はアフリカ系アメリカ人の有権者に法廷を開くための大規模な試みを行った。アフリカ系アメリカ人コミュニティ内の宗教的価値の強さと、裕福な中産階級のアフリカ系アメリカ人の増加により、このグループはますます共和党候補者を支持するようになると信じられていた。一般に、これらの努力は共和党に対するアフリカ系アメリカ人の支持を大幅に増加させることはなかった。   2004年の選挙では、ジョージ・W・ブッシュや他の共和党候補に投票したアフリカ系アメリカ人はほとんどいなかったが、レーガン以来、どの共和党候補よりも黒人投票者の割合が高かった。「問題のあるレース、マーティン・ルーサー・キング・ジュニアの物語、そしてバラク・オバマの選挙」で、リッキー・ヒル博士は、ブッシュが「リベラルへの軽蔑」を利用して白人の保守派に彼に投票するよう説得する南部戦略を実行したと主張した。ブッシュの魅力は、ゴールドウォーターとニクソンの時代から使用されていたのと同じ人種差別的な比喩にあった 。

ブッシュの再選に続いて、ブッシュのキャンペーンマネージャーで共和党全国委員会委員長であるケン・メルマンは、2005年にアフリカ系アメリカ人のビジネス、コミュニティ、宗教指導者といくつかの大規模な会議を開催した。彼の演説の中で、過去に彼の党が南部戦略を使用したことを謝罪した。かつて民主党の南部で共和党の支配を築くための問題として人種を使用する戦略について尋ねられたとき、メルマンは以下のように答えた。
共和党の候補者は、黒人の有権者を無視し、70年代から80年代と90年代にかけて人種間の緊張を利用することでさえ繁栄してきた。民主党はアフリカ系アメリカ人コミュニティでの利益を固め、私たち共和党は効果的に手を差し伸べない。一部の共和党員は、アフリカ系アメリカ人の投票に勝つことをあきらめたり、別の見方をしたり、人種の二極化から政治的に利益を得ようとしたりした。私は今日、共和党の議長として私たちが間違っていたことをあなたに伝えるためにここにいます。
トーマス・エッジは、バラク・オバマ大統領の選挙により、保守的な有権者の間で新しいタイプの南部戦略が出現したと主張している。彼らは彼の選挙を人種後の時代の証拠として使用し、継続的な公民権法の必要性を否定すると同時に、人種間の緊張に取り組み、彼を「人種のブギーマン」として描写した。エッジは、この現象の3つの部分を次のように説明する。
第一に、議論によれば、黒人大統領を選出する能力を持っている国は完全に人種差別から解放されている。第二に、公民権運動の後に制定された救済を継続しようとすると、白人アメリカ人に対する人種的不和、デマゴーグ、人種差別が増えるだけである。第三に、これらの戦術は、元の南部戦略のベールに包まれた人種差別やコード化された言語と並べて使用される。
他のオブザーバーは、 2008年の大統領選挙でのオバマ勝利とそれに続く2012年の再選は、南部戦略スタイルの戦術の無意味さが増していることを示していると示唆している。例えば、ルイジアナ州立大学のウェイン・ペアレントは、オバマが南部の州の支持を得ずに当選したことは、この地域が「政治空間の中心から大統領選挙の外縁的存在へ」移行していることを示していると指摘し、メリーランド大学ボルティモア郡のトーマス・シャラーは、共和党が南部化の過程を経て「ほとんど地域政党」になり、共和党自身が「疎外された」と主張した。

## 学術的議論
南部戦略は一般に、「民主党南部を大統領選挙における信頼できる共和党の拠点に変えた」主要因であると考えられている。学者は一般的に、南部の有権者の再編成における人種的反発の役割を強調している。人種主導の南部戦略による共和党の選挙再編という視点は、「トップダウン」視点としても知られる。ほとんどの学者とアナリストは、このトップダウンの視点を支持し、こうした政治的変化は主に人種問題によるものであると主張している。一部の歴史家は、人種問題が「郊外の戦略」として知られる草の根運動に後れを取ったと信じている。「郊外の戦略」について、グレン・フェルドマンは「南部の党派再編のトピックについての異議を唱えているが、しかし急速に成長している戦略」であると述べている。
マシュー・ラシターは「郊外中心のビジョンは、アメリカ南部での二大政党制の出現において、人口動態の変化が人種的デマゴーグよりも重要な役割を果たしたことを明らかにしている」と指摘する。ラシターは、人種に基づく訴えは南部の共和党のシフトを説明できないと主張し、実際の状況ははるかに複雑であるとも指摘している。ラシターによれば、政治学者や歴史家は、タイミングが「南部戦略」モデルに適合していないと指摘している。ニクソンは1972年に49の州で勝利したので、彼は地域戦略ではなく国家戦略を成功させた。しかし、共和党は何十年もの間、南部全体の地方および州レベルで非常に弱いままであった。
ブルース・カルクとジョージ・ティンダルは、ニクソンの南部戦略は、問題を政治から取り除く人種の妥協点を見つけることであり、南部の保守派が国の政府を再編成するという彼の壮大な計画の下に集まることができると主張している。カルクとティンダルは、ニクソンの作戦と、1877年にラザフォード・ヘイズによって組織化された一連の妥協案との類似性を強調し、再建をめぐる戦いを終わらせ、ヘイズをホワイトハウスに導いたとする。カルクは、ニクソンが改革の衝動を終わらせ、白人の南部人の政治的台頭と公民権運動の衰退の種を蒔いたと指摘する。
ディーン・コトロフスキーは、ニクソンの全体的な公民権の記録は全体として責任があり、ニクソンは中立を求める傾向があると主張している。彼は1968年に穏健派として選挙運動を行い、最も幅広い有権者にアピールした。さらに、彼は大統領としてこの戦略を続けた。原則として、彼は学校の統合を支持したが、ニクソンはそれに反対した南部人に敵対しないことを選択し、そもそも問題を引き起こした司法に執行を任せた。特に、コトロフスキーは、歴史家が実際の政策に限定的な影響しか及ぼさなかったニクソンの修辞的な南部戦略に幾分誤解されていると主張している。
ニコラス・ヴァレンティーノとデビッド・O・シアーズは独自の調査を実施し、「南部の共和党への移行は人種的保守主義によってかなりの程度推進された」と報告し、「人種的保守主義は引き続き人種的保守主義の再編の中心であるようだ」と結論付けた。市民権時代以来の南部白人の党派」。 バレンチノとシアーズは、「他の学者は、現代の人種政治においてさえ、人種問題と偏見の役割を軽視している」と述べています。そして、「今日のパーティザンシップに関する一般通念は、政府の規模（税金、社会プログラム、規制を含む）、国家安全保障、中絶や同性愛者の権利などの道徳的問題をめぐる分裂を指し示しているようであり、人種問題は数ある中の1つにすぎません。リベラル派と保守派が意見を異にする分野であり、その点で最も重要な分野とはほど遠い」と語った。

ジェレミー・メイヤーは、南部の白人有権者にとって唯一の決定要因ではなかったため、学者は公民権問題に過度に重点を置いてきたと主張している。ゴールドウォーターは、テネシー川流域公社の民営化、社会保障の廃止、農産物価格の支援の終了などの問題について立場を取り、これらのプログラムを強力に支援した多くの白人南部人を怒らせた。マイヤーは次のように述べている。
ゴールドウォーターのスタッフもまた、テネシーバレー局を売却するという彼の過激な計画が、人種差別主義者の白人でさえジョンソンに投票する原因になっていることに気付いた。フロリダの社説では、たとえ公民権に関する彼の立場に同意していたとしても、南部の白人はゴールドウォーターを支持しないように促した。ゴールドウォーターは、ほとんどの貧困プログラム、TVA、教育支援、社会保障、農村電化管理局、農業価格支援に反対したため、南部および全国で確実に票を失った。
ネルソン・ウルフ・ポルスビーは、戦後の南部議会の進化において、経済発展は人種差別よりも中心的であると主張した。ウィスコンシン大学の政治学者バイロン・E・シェーファーとブリティッシュコロンビア大学の政治学者リチャード・ジョンストンは、ポルスビーの議論をより深く発展させた。下院での投票パターンのロールコール分析を使用して、彼らは、南部の党派の変革に関しては、人種差別撤廃と人種の問題は経済学と社会階級の問題よりも重要ではないことを発見した。この見解は、南部の再編に関する初期の物語が人種差別に訴えるという考えに焦点を合わせていたと指摘するグレン・フェルドマンによって支持されている。この議論は最初期に行われたものであり、したがって受け入れられた物語として定着した。

ガレス・デイビスは、「南部の戦略的ニクソンを強調するは、洗練されておらず不完全であるため、それほど間違っているわけではなく、人間の片側を捉えている」と主張している 。ローレンス・マクアンドリュースも同様の議論をしており、ニクソンは混合戦略を追求したと述べている。
ある学者は、ニクソンは、事実上の学校の分離・隔離に対して原理的に攻撃することで成功したと主張している。また、事実上の学校分離に政治的に都合の良い降伏を仕組んだことで、ニクソンは失敗したと主張する学者もいる。しかし、証拠を精査してみると、学校分離の分野では、ニクソンの記録は、原則と政治、進歩と麻痺、成功と失敗が混在していたことがわかる。結局、ニクソンは、人種的に無神経な「南部戦略」の臆病な建築家でも、それを非難する政治的に危険な「非南部戦略」の勇敢な指揮者でもなかった。
歴史家のジョーン・ホフは、数年後の歴史家とのインタビューで、ニクソンは南部戦略を実践したことはないと否定したと述べた。ニクソンの南部政治に関する上級顧問の一人であるハリー・デントは、1969年にニクソン政権には「南部戦略はなく、むしろ現代で初めて南部を含む国家戦略がある」と語った 。